# Dystrykt Betafo
Betafo – dystrykt Madagaskaru z siedzibą w Betafo, wchodzący w skład regionu Vakinankaratra.

## Demografia
Liczba ludności w 1993 roku wynosiła 150 269 osób, zaś w 2001 roku 339 870 osób.

## Podział administracyjny
W skład dystryktu wchodzi 18 gmin (kaominina):

- Betafo
- Anjoma Ramartina
- Ambatonikonilahy
- Alakamisy Antivato
- Mandritsara
- Antsotso
- Tritriva
- Soavina
- Mahaiza
- Ambohimanambola
- Ambohimasina
- Inanantona
- Ankazomiriotra
- Fidirana
- Mandoto
- Alarobia Bemaha
- Vasiana
- Andrembesoa